# Clássica da Arrábida
A Clássica de Arrábida é uma competição de ciclismo portuguesa de um dia criada em 2017 e disputando-se no Distrito de Setúbal.
Desde a sua criação pertence ao circuito UCI Europe Tour na categoria 1.2.

## Palmarés
| Ano  | Vencedor        | Segundo          | Terceiro           |           |
| ---- | --------------- | ---------------- | ------------------ | --------- |
| 2017 | Amaro Antunes   | Sérgio Paulinho  | Andreas Vangstad   |           |
| 2018 | Dmitry Strakhov | James Fouché     | Óscar Hernández    |           |
| 2019 | Jonathan Lastra | Raúl Alarcón     | David de la Fuente |           |
| 2020 | cancelado       | cancelado        | cancelado          | cancelado |
| 2021 | Sean Quinn      | Jonathan Lastra  | Rémy Mertz         |           |
| 2022 | Orluis Aular    | Luís Gomes       | Luís Mendonça      |           |
| 2023 | Orluis Aular    | Álex Jaime       | Francisco Campos   |           |
| 2024 | Joseba López    | Alexandre Montez | Mathias Bregnhøj   |           |

## Palmarés por países
Actualizado após edição de 2024
| País           | Vitórias |
| -------------- | -------- |
| Venezuela      | 2        |
| Espanha        | 2        |
| Portugal       | 1        |
| Rússia         | 1        |
| Estados Unidos | 1        |